# 中云街道 (胶州市)
中云街道是中国山东省青岛市胶州市下辖的一个街道。

## 行政区划
中云街道下辖店子社区、二里河社区、方井社区、凤凰庄社区、芙蓉社区、福寿街社区、高州路社区、郭家庄社区、杭州路社区、河头源社区、华云社区、兰州西路社区、捎门里社区、响堂村社区、站东社区、站前社区、站西社区、振华社区、中云社区、驻胶七公司社区、商城社区社区、响堂村村、河头源村、郭家庄村、中云村村、北卧龙村、北辛置村、东宋戈庄村、东辛置村、黄埠岭村、苗家村村、南卧龙村、西宋戈庄村、油坊台子村、中宋戈庄村。